# Chlorurus japanensis
Chlorurus japanensis és una espècie de peix de la família dels escàrids i de l'ordre dels perciformes.

## Morfologia
Els mascles poden assolir els 31 cm de longitud total.

## Distribució geogràfica
Es troba des de les Illes Ryukyu fins a Austràlia i Tonga.